# Facultad de Ciencias del Deporte (Universidad de Murcia)
La Facultad de Ciencias del Deporte es uno de los centros de la Universidad de Murcia, situado en el campus homónimo, en San Javier (España).

## Historia
La Facultad de Ciencias del Deporte se inició en el curso académico 2006/2007, en la localidad de San Javier, impartiendo el plan de estudios de Licenciado en Ciencias de la Actividad Física y del Deporte. Así se comenzaban los primeros pasos para crear el Campus periférico de San Javier en la Universidad de Murcia.
Desde el curso académico 2008/2009 el nuevo edificio y Campus de la Facultad acogió las clases del antiguo plan de estudios de Licenciado en Ciencias de la Actividad Física y del Deporte, así como los actuales planes de estudios del Grado en Ciencias de la Actividad Física y del Deporte.
En 2024, se licitó la construcción del nuevo Pabellón Deportivo Universitario, con una inversión de 2.6 millones de euros.

## Estudios
La Facultad cuenta con el Grado en Ciencias de la Actividad Física y del Deporte, con cuatro cursos académicos y 240 créditos ECTS, con opción a cursar el Máster Universitario. Este grado permite realizar a su vez el Programa Académico de Simultaneidad de Doble Titulación con Itinerario específico, complementándolo con el Grado en Nutrición Humana y Dietética.
Cuenta del mismo modo con el Programa Académico de Simultaneidad de Doble Titulación con Itinerario específico de Grado en Educación Primaria (Mención en Educación Física) y Grado en Ciencias de la Actividad Física y del Deporte.
También se puede cursar el Programa Académico de Simultaneidad de Doble Titulación con Itinerario específico de Máster Universitario en Formación del Profesorado de Educación Secundaria Obligatoria y Bachillerato, Formación Profesional, Enseñanza de Idiomas y Enseñanzas Artísticas (Especialidad Educación Física) y Máster Universitario en Investigación en Ciencias de la Actividad Física y el Deporte.
El centro ofrece la opción de Doctorado.

## Instalaciones
Las instalaciones de la facultad se subdividen según su arquitectura. Dispone de sótano y cuatro plantas, además de la cubierta.
El edificio está principalmente distribuido en aularios, biblioteca, espacios para la administración, despachos de profesores, laboratorios, secretaría, servicios universitarios, salas de reuniones y espacios polivalentes. Los espacios son de uso prioritariamente docente e investigador, pero pueden solicitarse y reservarse para otras actividades de índole universitaria o no universitaria.
Las clases prácticas, a falta de dotar los espacios colindantes del edificio actual de infraestructuras deportivas, se realizan en las instalaciones deportivas del Ayuntamiento de San Javier. Éstas cuentan con pabellones y pistas polideportivas cubiertas, salas polideportivas, pistas de tenis de tierra y cemento, piscina descubierta y cubierta, pista de pádel, campo de fútbol, pista de atletismo, frontón y cambo de rugby entre otros servicios

## Accesos
El centro se sitúa en la pedanía de Santiago de la Ribera, municipio de San Javier.

### En coche
La autopista más cercana es la AP-7, salida 777. Dispone de parking en superficie.

### A pie
El acceso principal se encuentra en la calle Argentina.

### En autobús
A 300 metros se encuentra la parada de autobús más cercana, en la avenida Virgen de Loreto. Prestan servicio las siguientes líneas interurbanas de Movibus:
| Línea | Recorrido                                                                                           | Recorrido                                                                                           | Recorrido                                                                                           | Operador       |
| ----- | --------------------------------------------------------------------------------------------------- | --------------------------------------------------------------------------------------------------- | --------------------------------------------------------------------------------------------------- | -------------- |
| 46    | San Pedro del Pinatar - San Javier - Los Alcázares - Cabo de Palos                                  | San Pedro del Pinatar - San Javier - Los Alcázares - Cabo de Palos                                  | San Pedro del Pinatar - San Javier - Los Alcázares - Cabo de Palos                                  | ALSA (TUCARSA) |
| 47    | Cartagena - Los Alcázares - San Javier - Santiago de la Ribera - San Pedro del Pinatar              | Cartagena - Los Alcázares - San Javier - Santiago de la Ribera - San Pedro del Pinatar              | Cartagena - Los Alcázares - San Javier - Santiago de la Ribera - San Pedro del Pinatar              | ALSA (TUCARSA) |
| 48A   | San Pedro del Pinatar - Santiago de la Ribera - San Javier - Hospital Los Arcos                     | San Pedro del Pinatar - Santiago de la Ribera - San Javier - Hospital Los Arcos                     | San Pedro del Pinatar - Santiago de la Ribera - San Javier - Hospital Los Arcos                     | ALSA (TUCARSA) |
| 49    | San Pedro del Pinatar - Santiago de la Ribera - San Javier - Hospital Los Arcos - Balsicas - Roldán | San Pedro del Pinatar - Santiago de la Ribera - San Javier - Hospital Los Arcos - Balsicas - Roldán | San Pedro del Pinatar - Santiago de la Ribera - San Javier - Hospital Los Arcos - Balsicas - Roldán | ALSA (TUCARSA) |

También presta servicio la siguiente línea interurbana:
| Línea     | Recorrido                       | Operador |
| --------- | ------------------------------- | -------- |
| MUR-092-2 | Murcia - San Javier - Campoamor | Interbus |